# Жолтенко, Владимир Семёнович
Владимир Семёнович Жолтенко (12 июля 1867, Одесса, Российская империя — ?) — русский военачальник, генерал-майор, участник китайской кампании 1900—1901, русско-японской и первой мировой войн, гражданской войны в России.

## Биография
В 1884 году окончил Одесское реальное училище. 12 июля 1884 года принят на военную службу и в 1890 году окончил Одесское пехотное юнкерское училище, где 3 марта 1890 году ему было присвоено звание подпоручика с зачислением в 49-й пехотный резервный кадровый батальон.
3 марта 1894 года было присвоено звание поручика. С ноября 1894 по январь 1901 года — батальонный адъютант. 6 мая 1900 года присвоено звание штабс-капитана. 3 июля 1900 года со своей ротой был по жребию отправлен в Порт-Артур, на сформирование Порт-Артурского крепостного, впоследствии 25-го Восточно-Сибирского стрелкового полка.
Участник Китайской кампании 1900-1901 гг.. Капитан (ст. 03.03.1902). Командовал ротой (4 г.).
Участник русско-японской войны 1904-1905 (в Порт-Артуре). Участвовал в бою на передовой позиции Зеленых гор, во время дальнейшей обороны крепости находился в первой линии обороны северо-восточного фронта, где был комендантом капонира № 1-й. После сдачи крепости — в плену.
Подполковник (1906; ст. 15.07.1904; за боевые отличия). В 205-м пехотном Измаильском полку (с 12.1905). В 55-м пехотном Подольском полку (с 06.1908). Командовал батальоном (2 г. 6 м.). Полковник (ст. 05.05.1914).
Участник первой мировой войны. Командовал полками 54-м пехотным Минским, 55-м пехотным Подольским 14-й пехотной дивизии. Командир 56-го пехотного Житомирского полка (с 29.10.1915) той же дивизии. На лето 1916 старшинство в чине полковника установлено с 06.05.1912. Генерал-майор (пр. 21.12.1916). Отчислен по болезни в резерв чинов при штабе Одесского ВО (с 04.1917), затем начальник гарнизона Бендерского района.
Участник Белого движения. Председатель военно-следственной комиссии Феодосийского района (с 05.1920). 2 ноября 1920 года эвакуирован из Крыма. С декабря 1920 года жил в Югославии, был комендантом, членом правления и председателем правления русской колонии в городе Винковцы. С 1923 года жил в Любляне, заведующий складом русских книг, был председателем местного отдела «Союза русских офицеров». С 1 марта 1932 года начальник кадров 14-й пехотной дивизии.
С 1890 года занимался литературной деятельностью — тогда были напечатаны его первые стихи, с 1902 года публиковал и рассказы. Печатался главным образом, в одесских газетах, но довольно часто его произведения печатали и журналы «Разведчик», «Русский воин» и другие, а в период обороны Порт-Артура публиковался в местной газете «Новый край». После смерти жены (1907) прекратил занятия литературой, но возобновил их уже в эмиграции. Писал рассказы, повести, поэзию, романы в стихах, печатался в эмигрантской прессе в Белграде, Праге, Харбине и др. Автор воспоминаний.

## Награды
- орден Св. Анны 3-й степени с мечами и бантом (1901);
- орден Св. Станислава 2-й степени с мечами (1905);
- орден Св. Анны 4-й степени (1905);
- орден Св. Анны 2-й степени с мечами (1905);
- орден Св. Владимира 4-й степени с бантом за 25 лет службы в офицерских чинах (1907);
- Георгиевское оружие (ВП 22.04.1915)
- два именных Высочайших благоволения